# 拉帕蒂 (伊利諾伊州)
拉帕蒂（英語：Rapatee）是位於美國伊利諾伊州諾克斯縣的一個非建制地區。該地的面積和人口皆未知。

## 地理
拉帕蒂的座標為40°42′54″N 90°18′27″W / 40.71500°N 90.30750°W，而該地的平均海拔高度為212米（即696英尺）。